# Cherokee County (Georgie)
Cherokee County je okres ve státě Georgie ve Spojených státech amerických. K roku 2011 zde žilo 218 286 obyvatel. Správním městem okresu je Canton. Celková rozloha okresu činí 1 124 km². Vznikl 21. prosince 1830.